# Gabriella Cilmi
Gabriella Lucia Cilmi (Melbourne, 10. listopada 1991.) australska je pjevačica. Svjetsku slavu je stekla već svojim debitantskim albumom Lessons to Be Learned te prvim singlom s njega "Sweet About Me", koji je objavljen u travnju 2008. godine. U 2008. godini dobila je 6 ARIA awards nagrada.

## Rani život
Gabriella je rođena u Melbournskom predgrađu Dandenong. Ima talijanske pretke, živi sa svojim roditeljima majkom Paulom i ocem Joeom (oni su rodom iz Kalabrije) i s bratom Josephom. Potvrdila je dugu vezu s radio komentatorom Jackom Ballom (NXFM glazbeni direktor). Upoznali su se u Brisnanu 2008. godine na jednom događaju u organizaciji radio stanice B105 gdje je Jack trebao imati svoj "prvi spoj" s Gabriellom, kasnije je oglasio da je ona bila na njegovoj listi poznatih. Nakon toga njihova je veza postala popularna tema u australskim medijima.
U mlađim godinama, Gabriella je pokazivala interes za različite glazbene stilove, a njeni uzori su bili Nina Simone, Led Zeppelin, The Sweet, T.Rex, Cat Stevens, a posebno Janis Joplin, koju je idolizirala. Priznala je da joj je, bez obzira na vokalne sposobnosti i talent, nedostajalo discipline koja joj je bila potrebna za nastavak glazbene karijere. U to je vrijeme Gabriella sa svojim bendom Foucault izvodila obrade pjesama Led Zeppelina, Jeta, Silverchaira i drugih. Snimila je svoje pjesme s tekstopiscima i producentima Barbarom i Adrianom Hannan iz producentske kuće The SongStore.
U 2004. godini Gabriella je skrenula pozornost Michaela Parisija, jednog od rukovodećih u Warner Musicu, prigodom izvođenja obrade pjesme The Rolling Stonesa "Jumping Jack Flash" na Lygon Street Festu, glazbenom festivalu u Melbourneu. S 13 godina otputovala je u SAD i Ujedinjeno Kraljevstvo kako bi potpisala četiri ugovora s diskografskim kućama.

## Diskografija

### Studijski albumi
- Lessons to Be Learned (2008.)
- Ten (2010.)
- The Sting (2013.)

## Nagrade i nominacije
| Godina | Dodjela                                | Nagrada                             | Rezultat   |
| ------ | -------------------------------------- | ----------------------------------- | ---------- |
| 2008.  | ARIA Awards                            | Probojni singl                      | Osvojeno   |
| 2008.  | ARIA Awards                            | Probojni album                      | Osvojeno   |
| 2008.  | ARIA Awards                            | Najprodavaniji singl                | Osvojeno   |
| 2008.  | ARIA Awards                            | Najbolje pop izdanje                | Osvojeno   |
| 2008.  | ARIA Awards                            | Ženski izvođač godine               | Osvojeno   |
| 2008.  | ARIA Awards                            | Singl godine                        | Osvojeno   |
| 2008.  | Q Awards                               | Probojni izvođač                    | Nominacija |
| 2008.  | MTV European Music Awards              | Probojni izvođač                    | Usvrstano  |
| 2009.  | 2009 BRIT Awards                       | Najbolji međunarodni ženski izvođač | Nominacija |
| 2009.  | Echo Awards                            | Najbolji novi izvođač               | Nominacija |
| 2009.  | Sopot International Song Festival 2009 | Najbolji nastip                     | Osvojeno   |

## Vanjske poveznice
- Službena stranica